# Väringen
Väringen är en sjö norr om Hjälmaren i Lindesbergs kommun och Örebro kommun på gränsen mellan Närke och Västmanland och ingår i Norrströms huvudavrinningsområde. Sjön är 16 meter djup, har en yta på 18,8 kvadratkilometer och befinner sig 32 meter över havet. Sjön avvattnas av vattendraget Arbogaån. Väringen är en fiskrik sjö. Vid provfiske har en stor mängd fiskarter fångats, bland annat abborre, björkna, braxen och faren. Öring och gös har utplanterats i sjön.
Väringen avvattnas av Arbogaån och vattnet i sjön är näringsrikt. I Väringen ligger ön Kägleholmsön där ruiner från nerbrända Kägleholms slott finns kvar sedan 1712.

## Delavrinningsområde
Väringen ingår i delavrinningsområde (659014-147521) som SMHI kallar för Utloppet av Väringen. Medelhöjden är 44 meter över havet och ytan är 82,38 kvadratkilometer. Räknas de 113 avrinningsområdena uppströms in blir den ackumulerade arean 2 468,11 kvadratkilometer. Arbogaån som avvattnar avrinningsområdet har biflödesordning 2, vilket innebär att vattnet flödar genom totalt 2 vattendrag innan det når havet efter 182 kilometer. Avrinningsområdet består mestadels av skog (45 procent) och jordbruk (17 procent). Avrinningsområdet har 19,37 kvadratkilometer vattenytor vilket ger det en sjöprocent på 23,2 procent. Bebyggelsen i området täcker en yta av 3,2 kvadratkilometer eller 4 procent av avrinningsområdet.

## Fisk
Vid provfiske har följande fisk fångats i sjön:
- Abborre
- Björkna
- Braxen
- Faren
- Gärs
- Gädda
- Gös
- Löja
- Mört
- Nors
- Sutare
- Id